# Protaetia bremei
Protaetia bremei är en skalbaggsart som beskrevs av Hermann Rudolph Schaum 1844. Protaetia bremei ingår i släktet Protaetia och familjen Cetoniidae. Inga underarter finns listade i Catalogue of Life.